# Catalina Thomás

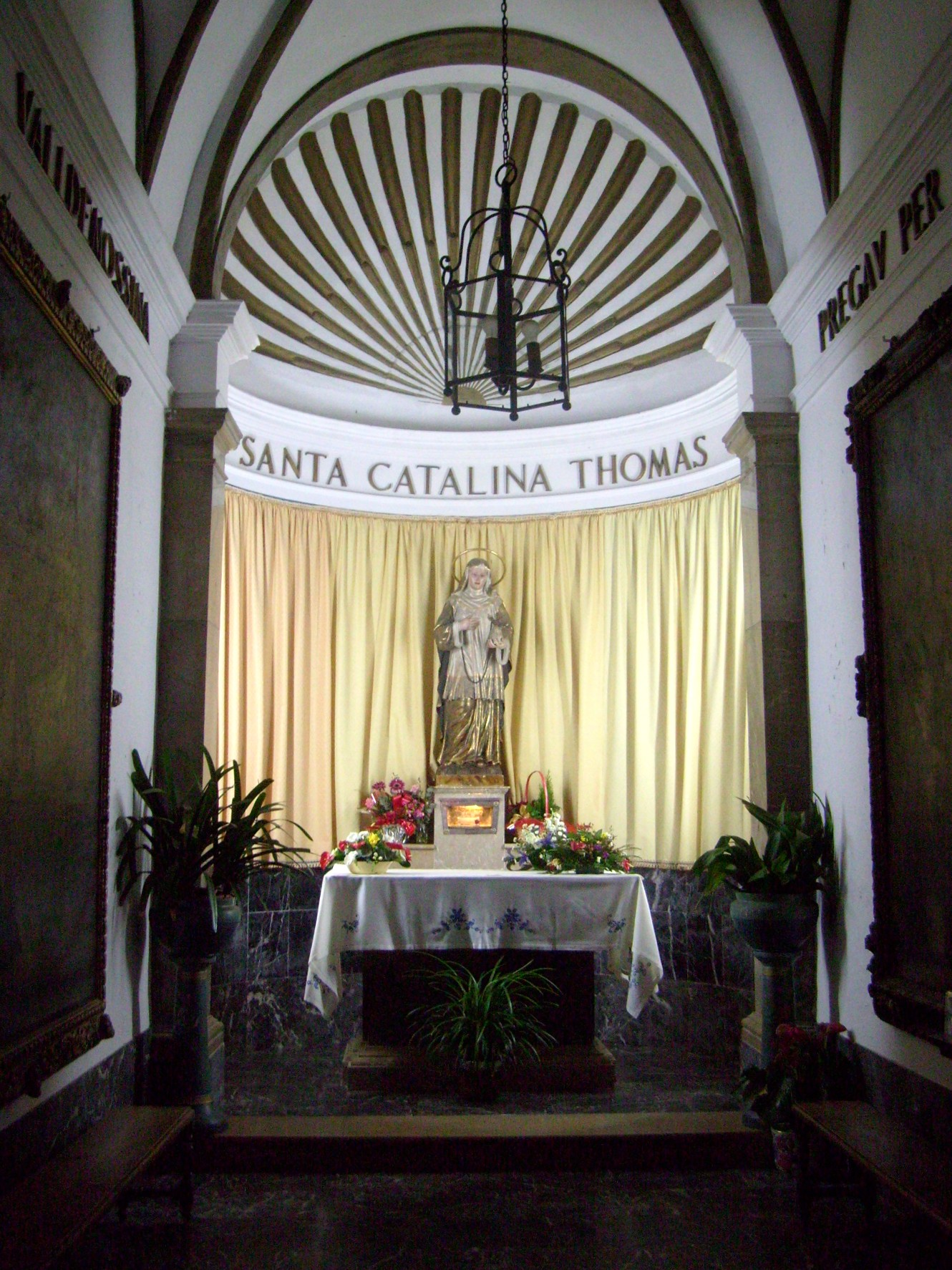
Kapelle im Geburtshaus

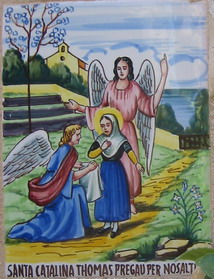
Typischer Kachelschmuck eines Hauses in Valldemossa. Die Inschrift lautet: „Heilige Catalina Thomas, bitte für uns“

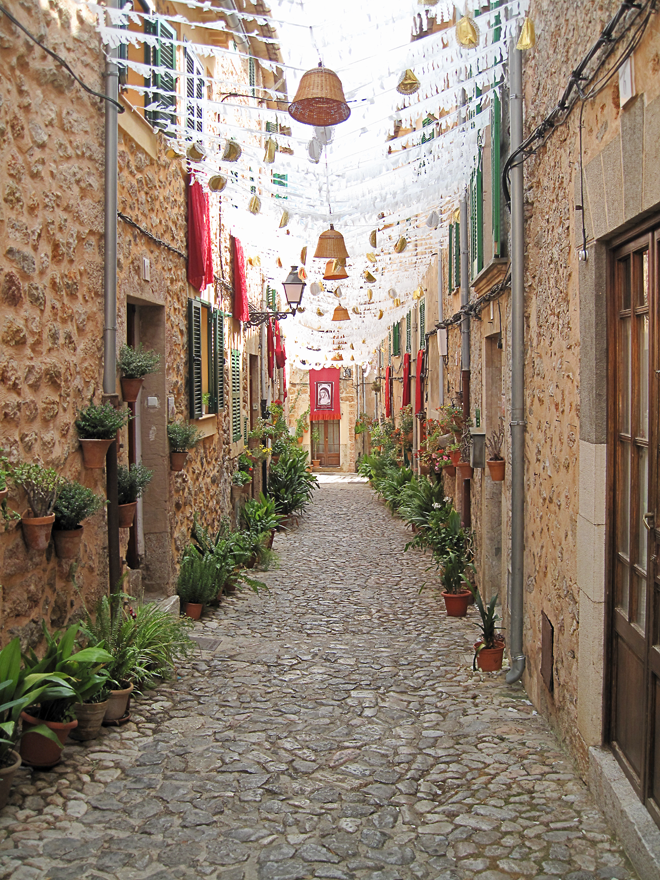
Geschmückte Straße in Valldemossa, Mallorca anlässlich des Festes de la Beata am 28. Juli 2012

Catalina Thomás (katalanisch Caterina Tomàs i Gallard; auch Katharina Thomás oder Katharina von Palma; * 1. Mai 1531 in Valldemossa; † 5. April 1574 in Palma) ist eine Heilige der römisch-katholischen Kirche. Der Gedenktag der auf Mallorca geborenen und dort wirkenden Heiligen ist der 5. April.
Das Geburtshaus der heiligen Catalina befindet sich in der Carrer de la Rectoria in Valldemossa, direkt nördlich der Ortskirche. Als junges Mädchen widmete Catalina einen Großteil ihrer Freizeit dem Gebet an einem selbst errichteten Altar auf einem Feld, wobei sich allerhand Versuchungen, Wunder und Visionen eingestellt haben sollen. Catalinas besondere Frömmigkeit wurde daraufhin von einem Adligen bemerkt. Im Alter von 20 Jahren wurde Catalina dank seiner Protektion in das Noviziat der Augustiner-Chorfrauen von Palma aufgenommen, obwohl sie, da sie aus armen Verhältnissen stammte, keine Mitgift hatte. Für ihre geduldige Art, trotz vieler innerer Anfechtungen, und ihren Hang zur Mystik teils bewundert, teils von ihren Mitschwestern argwöhnisch betrachtet, starb sie am 5. April 1574 im Kloster der heiligen Maria Magdalena.

## Verehrung
Nach einem mehr als 200 Jahre währenden Seligsprechungsverfahren, wurde Katharina von Palma am 3. August 1792 von Papst Pius VI. seliggesprochen. Papst Pius XI. sprach sie am 22. Juni 1930 heilig. Katharina von Palma ist die einzige Heilige Mallorcas, weswegen sie dort besonders verehrt wird. Vor allem in Valldemossa finden sich an fast allen Häusern naiv gemalte Kachelbilder mit Szenen aus ihrem Leben und einer Inschrift, in der die Heilige um ihre Fürbitte angerufen wird.
Die Reliquien der Heiligen ruhen einem gläsernen Schrein in der Kirche Santa Maria Magdalena in Palma an der Plaça Santa Magdalena.
Katharina von Palma wird auch als „La Beateta“ (die Selige) bezeichnet. Am 28. Juli wird ihr zu Ehren in Valldemossa ein großes Fest gefeiert. Die Festes de la Beata finden am ersten Sonntag im September in Santa Margalida mit Prozession und szenischen Darstellungen statt, die von Kindern zu den unterschiedlichen Überlieferungen rund um Catalina aufgeführt werden.